# Waldguinea

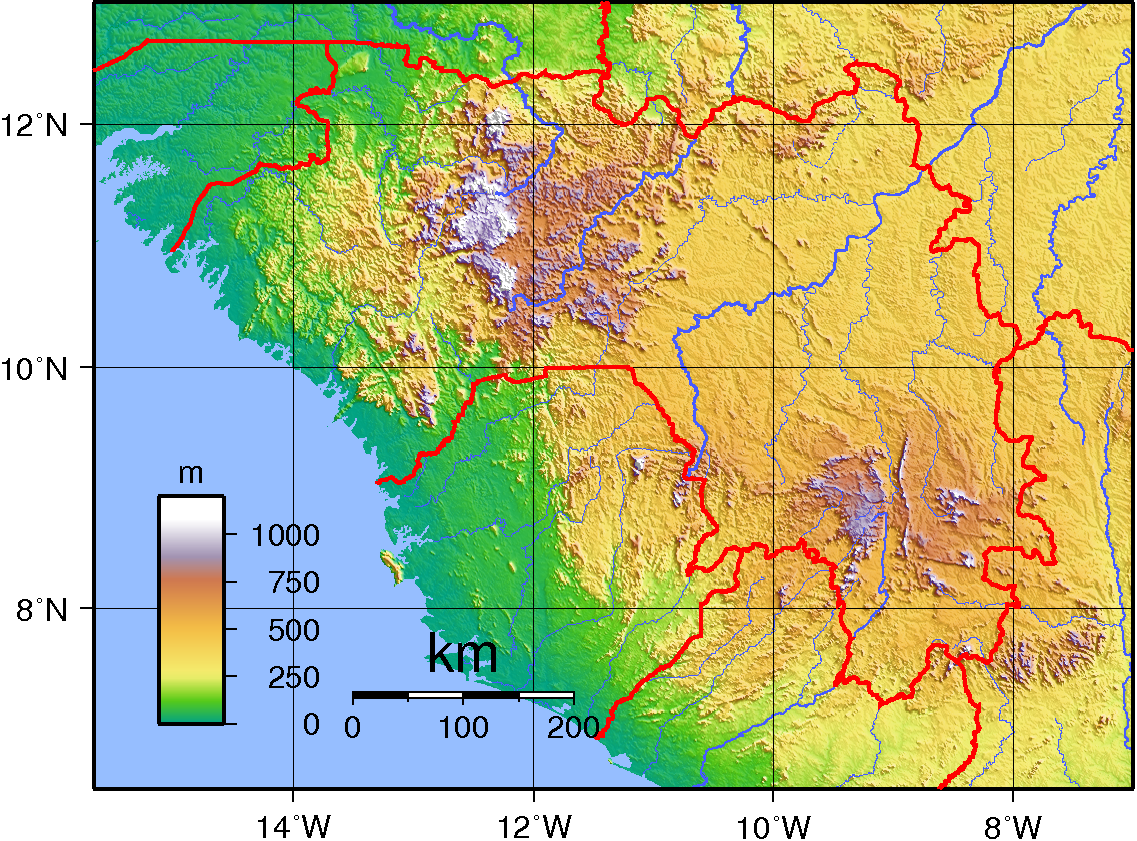
Karte Guineas. Waldguinea ist die Bergregion im südlichen Teil des Landes

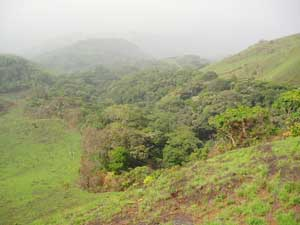
Galeriewald im Simandou-Gebirgszug

Waldguinea (französisch Guinée forestière) ist eine der vier inoffiziellen, geografisch definierten Regionen Guineas. Sie liegt im Südosten des Landes und umfasst 46.525 km² Fläche und 1.578.000 Bewohner (Jahr 2014). Ganz im Osten an der Grenze zur Elfenbeinküste und Liberia befindet sich mit dem Mount Nimba (1752 m) auch der höchste Berg Guineas. Waldguinea entspricht etwa der Verwaltungsregion Nzérékoré (37.653 km²) sowie der Präfektur Kissidougou (8.872 km²) im angrenzenden Faranah.

## Geographie und Wirtschaft
Waldguinea liegt im tropischen Regenwald Westafrikas, der im Jahr 2000 27 % der Region umfasste. Die wichtigsten Gebiete darin sind das Biosphärenreservat von Ziama (bis 1346 m Höhe) mit dem größten ursprünglichen Wald des Landes und das Naturreservat des Mount Nimba, das als UNESCO-Welterbe aufgenommen wurde. Letzteres führt von Nordosten nach Südwesten über eine Länge von 40 und eine Breite von etwa 12 Kilometern. Bekannt sind auch die Berge von Kourandou (1236 m), Tétini (1257 m) und Béro (1210 m). Zudem entspringt der Niger in Tembakounda auf 490 m Höhe in den Daro-Bergen, die bis auf 745 m Höhe reichen, und zur westlich gelegenen Präfektur Kissidougou in der Region Faranah gehören, die vorwiegend an Sierra Leone angrenzt.
Ein Problem ist die fortschreitende Entwaldung durch Holzschlag, Holzkohlegewinnung, Buschfeuer, Landwirtschaft und Bergbau. Organisationen und die Regierung versuchen mit verschiedenen Maßnahmen, etwas Gegensteuer zu geben. Die Region besitzt nur wenige Verkehrsverbindungen zum übrigen Guinea, zur Elfenbeinküste im Osten, zu Liberia im Süden und zu Sierra Leone im Westen, die zudem meistens schlecht unterhalten sind. Das erhält zwar eine große Biodiversität, beeinträchtigt aber die maschinelle Bearbeitung und den Transport von landwirtschaftlichen Gütern wie Kaffee, Kakao, Bananen, Palmöl und Reis, die zwischen den Wäldern angebaut werden. Im kleineren Rahmen wurde ums Jahr 2010 versucht, einen Ausgleich zwischen Anbau von Kaffee und dem Erhalt der Biodiversität zu erreichen. Aufgrund guter klimatischer Voraussetzungen der Region wurde im Jahr 2008 auch in Fischzucht in Kombination mit Reisanbau investiert.
Am nördlichen Rand dieser Region liegt auch Simandou, eine 110 Kilometer lange, von Nord nach Süd verlaufende Hügelkette, die bis auf 1656 m Höhe reicht und die zum Schutzgebiet des bedrohten Guineawaldes in Westafrika gehört. In den Jahren 1996 bis 2002 wurde dort die Eisenerzmine Simandou entdeckt wurde, die ungefähr 2,8 Milliarden Tonnen hochwertiges Erz enthält mit einem Eisengehalt von etwa 66 %. Es bestehen konkrete Pläne, dieses Vorkommen abzubauen und an die Atlantikküste zu transportieren und zu verschiffen.

## Bevölkerung
Waldguinea wird von mehreren atlantischen und Mande-Völkern bewohnt. Zu ihnen gehören die Ethnien Guérzé, Toma, Kissi, Mano, Könön, Konianké und Malinke. Deren nur von wenigen Sprechern gesprochenen Sprachen sind allerdings durch das Malinke bedroht. In Teilen Waldguineas haben sich bereits neue Malinke-Dialekte entwickelt. Die Bewohner Waldguineas sind größtenteils noch Anhänger traditioneller afrikanischer Religionen oder Christen geworden, während in Guinea sonst der Islam vorherrscht.
In jüngerer Zeit war Waldguinea von Flüchtlingsströmen aus den angrenzenden Ländern Sierra Leone, Liberia und Elfenbeinküste wegen der dortigen Bürgerkriege betroffen. Dies belastete die ohnehin arme Region und verstärkte den Druck auf die verbleibenden Waldgebiete, sodass in den nördlichen Teilen Waldguineas nur noch wenige Wälder bestehen.
Die Spannungen unter den vielen Ethnien sind zwischen den Guérzé und Konianké am stärksten ausgeprägt, was auch die Stabilität und Entwicklung der Region behindert, sodass 67 % der ansässigen Menschen in Armut leben müssen. Der Höhepunkt nach Verdächtigungen, Beschuldigungen, Unruhen und Ausschreitungen war im Juli 2013 zu verzeichnen, was zum gewaltsamen Tod von 217 Personen und Zerstörung vieler Häuser in Waldguinea führte.

## Gesundheitswesen
Waldguinea, im Speziellen die Präfektur Guéckédou, war auch Ursprungsgebiet für den Ausbruch der Ebolafieber-Epidemie Ende des Jahres 2013 und des Marburgvirus im Sommer 2021. Mit Hilfe der Global Health Protection Programme (GHPP), der Abteilung Virologie des Bernhard-Nocht-Instituts für Tropenmedizin (BNITM) in Hamburg und dem Labor für hämorrhagische Fieberviren Guineas (LFHVG*) in Conakry konnten in Guéckédou (LFHV-GKD*) und Nzérékoré (LFHV-HRNZE*) Diagnosezentren eingerichtet werden, um diese und ähnliche Viren zu finden, zu identifizieren und zu bekämpfen.